# Бабингтон, Карлос
Карлос Альберто Бабингтон (исп. Carlos Alberto Babington; род. 20 сентября, 1949, Буэнос-Айрес) — аргентинский футболист, нападающий. Выступал за национальную сборную Аргентины.

## Биография
Бабингтон родился в Буэнос-Айресе 20 сентября 1949 года в семье этнических англичан. Бабингтон начал свою карьеру в клубе «Уракан», с которым выиграл Метрополитано в 1973 году.
В 1974 году он перешёл в немецкий клуб «Ваттеншейд 09», хотя он рассчитывал получить предложение от «Сток Сити» из-за происхождения его родителей из Сток-он-Трента. В 1979 году Бабингтон возвратился в «Уракан» и выступал там до 1982 года, затем он переехал во Флориду, и играл за «Тампа-Бэй Раудис». Спустя год он завершил футбольную карьеру.
Позже он пришёл в родной «Уракан», став тренером клуба. В 2005 Бабингтон стал президентом команды. Также Бабингтон тренировал «Расинг» из Авельянеды.

## Карьера
| Клуб             | Сезоны    | Игры | Голы | Процент |
| ---------------- | --------- | ---- | ---- | ------- |
| Уракан           | 1969—1974 | 190  | 81   | 43      |
| Ваттеншейд 09    | 1974—1978 | 120  | 46   | 38      |
| Уракан           | 1978—1982 | 115  | 45   | 39      |
| Тампа-Бэй Раудис | 1982      | 12   | 4    | 33      |
| Аргентина        | 1971—1974 | 13   | 2    | 15      |
| Всего            | 1969—1982 | 450  | 178  | 40      |